# Muhlbach-sur-Munster
Muhlbach-sur-Munster è un comune francese di 777 abitanti situato nel dipartimento dell'Alto Reno nella regione del Grand Est.
Nel suo territorio scorre il fiume Fecht.

## Società

### Evoluzione demografica
Abitanti censiti